# Джеймс Джордж
Джеймс Джордж (англ. James George; 14 вересня 1918, Торонто, Канада — 7 лютого 2020) — канадський дипломат, політичний та екологічний активіст, письменник і «духовний шукач». Засновник Threshold Foundation і президент Sadat Peace Foundation, він очолював міжнародну місію Friends of the Earth до Кувейту та Перської затоки для оцінки післявоєнної шкоди навколишньому середовищу.

## Ранні роки
Народився у Торонто, Онтаріо. Отримав стипендію Літтауера у Гарвардському університеті та був стипендіатом Родса в Онтаріо у 1940 році, навчався у Коледжі Верхньої Канади, Триніті-коледжі й Торонтському університеті, а також здобув ступінь почесного доктора священної літератури Триніті-коледжу Торонтського університету у травні 2008 року. Під час навчання в університеті був членом братства Alpha Delta Phi.

## Кар'єра
Під час Другої світової війни служив у Королівському канадському військово-морському резерві добровольців й отримав звання лейтенанта, після чого представляв Канаду в ООН. У 1955—1957 роках обіймав посаду заступника директора відділу розвідки у Міністерстві зовнішніх справ в Оттаві. Пізніше — заступника канадського постійного представника при НАТО у Парижі з 1957 до 1960 рік. Джордж працював разом з Г'ю Гемблтоном, канадцем, якого викрили у шпигунстві на користь СРСР.
Джордж отримав посаду верховного комісара Канади на Шрі-Ланці у 1960—1964 роках, потім у Парижі у посольстві Канади, верховним комісаром в Індії та послом у Непалі у 1967—1972 роках і послом в Ірані та країни Перської затоки 1972—1977 роках. Генеральний секретар Співдружності Арнольд Сміт приписував Джорджу допомогу у стримуванні конфлікту між Індією та Пакистаном у 1971 році, коли Східний Пакистан став Бангладеш.
Залишивши дипломатичну службу у 1977 році, Джордж повністю присвятив увагу екологічним і духовним питанням. Як керівник Threshold Foundation, який він допоміг заснувати у Лондоні (1978—1982), відіграв провідну роль у прийнятті Міжнародною китобійною комісією мораторію на китобійний промисел у відкритому морі та забороні всього китобійного промислу в Індійському океані й Антарктиці. У 1984 році став співзасновником Фонду миру Анвара Садата для сприяння миру на Близькому Сході, а наступного року став засновником Rainforest Action Network. Працював над розробкою вітроенергетичних ресурсів у Британській Колумбії та допомагав у розробці нової технології, щоб опріснення морської води стало доступнішим.
Видавець описує Джорджа як «перш за все духовного шукача». За роки дипломатичної служби він познайомився з багатьма духовними вчителями, зокрема Крішнамурті, Томасом Мертоном, Йогасвамі зі Шрі-Ланки, доктором Джавадом Нурбахшем, Дуджомом Рінпоче та Чог'ямом Трунгпою Рінпоче. Протягом шести десятиліть він був відданим практиком «Роботи» Гурджиєва та близьким учнем мадам де Зальцманн, учениці Г. І. Гурджиєва. У 1968 році він написав рекомендаційний лист для Йогі Бхаджана з нагоди початку його викладацької місії на Заході.

## Особисте життя
Джордж був двічі одружений. Перший шлюб з Керолайн Парфітт тривав з 1942 до 1996 року. Пара виховувала трьох дітей: Деніела, Грема (помер у 2003 році) та Керолайн Рендольф (Долфі). 1 січня 2005 року у віці 86 років він одружився з Барбарою Брейді Райт у Сан-Франциско.
У вересні 2007 року Сі-Бі-Сі показало короткий документальний фільм про нього «У дусі дипломатії» незалежного режисера Марко Маскаріна. У стрічці використано елементи документального фільму «Святий Димитрій їздить на червоному коні: Джеймс Джордж залишає Індію» Пола Зальцмана 1975 року.
У вересні 2018 року Джорджу виповнилося 100 років. Він помер у лютому 2020 року у віці 101 року.

## Публікації
- George, James (1975). Achaemenid Orientations.
- George, James; Blackwelder, Brent (10 липня 1991). Oil Fires: A Middleast Chernobyl?. Toronto Star. с. A21.
- George, James (1 вересня 2002). Asking for the Earth: Waking Up to the Spiritual/Ecological Crisis. Barrytown, NY: Station Hill Press. ISBN 978-1581770902.
- George, James (22 серпня 2009). The Little Green Book on Awakening. Barrytown, NY: Station Hill Press. ISBN 978-1-58177-112-1.
- George, James (2016). Last Call: Awaken to Consciousness (Paperback).